# Larsen and Furious Jane
Larsen & Furious Jane er et dansk band fra Århus. I 2011 udgav de deres fjerde album, med navnet Dolly.

## Diskografi
- I Wouldn't Sit At Home And Take It (Morningside Records, 2003)
- I'm Glad He's Dead, (Morningside Records, 2004)
- Tourist With A Typewriter, (Morningside Records, 2005)
- Zen Sucker (Morningside Records, 2008)
- Dolly (Momowave, 2011)

## Ekstern henvisning
- Officiel hjemmeside
- Larsen & Furious Jane på BandBase Arkiveret 17. september 2011 hos  Wayback Machine

| Musikgruppe | Spire Denne artikel om en dansk musikgruppe er en spire som bør udbygges. Du er velkommen til at hjælpe Wikipedia ved at udvide den. |